# Santa Isabel (Wenezuela)
Santa Isabel – miasto w Wenezueli, w stanie Trujillo.